# Amparo Cores Uría
Amparo Cores Uría (Oviedo, 1929 - Madrid, 2015) fue una pintora asturiana que desarrolló una obra muy personal y enmarcada en la abstracción lírica.

## Trayectoria
Su abuelo, el pintor asturiano José Uría, la inició en la pintura, junto con el pintor local Antonio Luis. Colaboró con Víctor Hevia durante sus trabajos de restauración en la Catedral de Oviedo. A finales de los años cuarenta, fue discípula de Eugenio Tamayo.
En la década de los 50 se trasladó a Madrid, formándose en la Academia de Bellas Artes de San Fernando y la Academia de Bellas Artes de San Jorge. Finalizó su formación con estancias en París, asistiendo a clases en la Académie de la Grande Chaumière, en la Academia Julian y como aprendiz del pintor André Lhote. Fue en estas ciudades donde entró en contacto con la vanguardia artística y donde conoció al que fue su marido, el artista Jesús de la Sota, con el que se asentó en Madrid en 1961. La pareja se casó en 1962 y su primera hija, Amparo, nació al año siguiente.
Sus obras más destacadas son paisajes atmosféricos de un estilo muy personal, vinculado a la abstracción lírica.También abordó el género de la naturaleza muerta, con un estilo a caballo entre el poscubismo y la abstracción.Además, Cores también cultivó el retrato con un estilo íntimo y psicológico que siempre buscó un cromatismo equilibrado. Como heredera directa de las Vanguardias históricas, también creó collage y assemblage con un poso dadaísta y surrealista.
El Museo de Bellas Artes de Asturias incluyó como parte de su colección permanente su obra Nº 28, del año1999, además de incorporar más de sus 700 obras donadas por las hijas de la artista.

## Reconocimientos
En 2004 Cores Uría fue reconocida con la Medalla de Plata de Asturias por su trabajo en favor del panorama artístico asturiano, junto con otras artistas como Blanca Meruéndano Cantalapiedra, Covadonga Romero Rodríguez, Rosario Areces González, Mercedes Gómez-Morán, Maruja Moutas Merás o Pepa Osorio Ordóñez.